# Kościół poewangelicki w Barczewie
Kościół poewangelicki w Barczewie – jeden z zabytkowych kościołów w Barczewie, w województwie warmińsko-mazurskim. Obecnie nie pełni już funkcji sakralnych. Znajduje się w nim Skarbiec Kultury Europejskiej.
Świątynia została wzniesiona razem z plebanią w 1871 roku ze składek pastorów luterańskich zebranych w Niemczech. Teren pod budowę kościoła ofiarował król Fryderyk Wilhelm III Pruski na miejscu dawnego ogrodu klasztoru franciszkanów, pomiędzy kościołem św. Andrzeja Apostoła a Kanałem Młyńskim. Jednonawowa budowla wzniesiona została w stylu neogotyckim, z jasnej cegły, nakryta dachem dwuspadowym, natomiast w elewacjach bocznych zostały wstawione po cztery witrażowe okna. Elewacja frontowa została zwieńczona schodkowym szczytem z pinaklami po bokach. Dobudowana jest do niej wysmukła wieża o wysokości 30 metrów, z trójkątnymi kruchtami dostawionymi z lewej i prawej strony. Po 1945 roku luteranie i ostatni pastor zostali wysiedleni z miasta, skromne wyposażenie świątyni zostało zdewastowane, a dzwony zostały zdemontowane. Kościół stał się własnością państwa, a następnie został przekazany Muzeum Warmii i Mazur w Olsztynie. Placówka ta wykorzystywała świątynię jako magazyn do przechowywania zbiorów. W sierpniu 2009 roku muzeum przekazało kościół miastu. W latach 2013–2014 dawna świątynia została wyremontowana z przeznaczeniem na Skarbiec Kultury Europejskiej. Remont kosztował ponad 3 miliony złotych i został sfinansowany głównie z unijnego Regionalnego Programu Operacyjnego. Uroczyste otwarcie Skarbca Kultury Europejskiej miało miejsce w dniu 10 listopada 2014 roku. Od tej pory w dawnym kościele ewangelickim mieści się galeria sztuki, sala koncertowa, odbywają się warsztaty i seminaria.